# Cvetnonedeljska butarica
Cvetnonedeljska butarica je iz poganjkov določenih vrst grmovnic oz. dreves (mačice, oljka, brinje, bršljan, pušpanj, leska, dren) in tudi določenega števila šibja (sedem, devet) povezan šop oz. snop (butara), lahko okrašen z jabolki, pomarančami, mandarinami, pecivom (preste) in pisanimi trakovi, ki jih krščanski verniki na cvetno nedeljo nosijo blagoslovit k cerkvi. 

## Ljudska imena in imenovanja
Za cvetnonedeljske butarice so v rabi naslednja imena, glede na geografsko lego izdelovalcev: butara, butarica (Ljubljana in okolica), présnec, présmec (Mežiška dolina, Podjuna), potíca (Ljubno ob Savinji, Gornji Grad), pégelj (Kobansko), begánica (Gorenjska), prájtelj (Rož, Ziljska dolina, Kanalska dolina, Zgorjesavska dolina), žégen (del Štajerske), léseni ali krávji žégen (Dolenjska, Notranjska, Bela Krajina), púšelj (del Dolenjske, Posavje), snòp (Savinjska dolina, okolica Slovenj Gradca, Dravska in Mežiška dolina), drének (del Bele Krajine).

## Ljubljanske butarice in ljubenske potice
Ljubljanske butarice so narejene iz obarvanih lesenih oblancev, vzporedno ali spiralno vpletenih v zelenje (v začetka 20. stoletja so jih začeli izdelovati v Orlah nad Ljubljano).

V Ljubnem ob Savinji pa k blagoslovu prinašajo t.i. »ljubenske potice«, ki so slovenska in evropska etnološka posebnost in so razglašene za živo mojstrovino državnega pomena.

## Izvor
Šega je v Evropi verjetno prekrila predkrščanske obrede, povezanih z določenimi vrstami rastlinja, izpričana je od devetega stoletja.

## Krščanska simbolika in Novo poganstvo
Velikonočne butarice so del slovenske krščanske velikonočne simbolike. Evangelijski dogodek Jezusovega prihoda v Jeruzalem verniki podoživljajo tako, da na cvetno nedeljo pripravijo oljčne vejice in velikonočne butarice ali drugo zelenje. Ta navada sega v 9. stoletje, poznana je tudi na nekaterih področjih srednje Evrope (Nemčija, Češka, Avstrija) ter po večinskem delu Slovenije. Zlasti v mestih nosijo sedaj k blagoslovu oljčne vejice, ki jih zagotovijo istrski oljkarji in se z darovi podpira tamkajšnje župnije.
Novo poganstvo sedanje krščansko obredje povezuje s predkrščanskimi poganskimi običaji, v zvezi s prihodom pomladi, tudi z zelo staro šego, ko so ljudje zbirali »sveto« rastlinje, ki naj bi varovalo pred strelo in drugimi ujmami, pospeševalo tudi rast ter plodnost, odganjalo zle duhove in bolezen.

## Etnologija in tradicija
V Sloveniji ni naselja, kjer na cvetno nedeljo ljudje ne bi nosili k blagoslovu vejic, šopov in snopov spomladanskega zelenja. Ljudje zelenje za blagoslovljene butare na podeželju in v manjših mestih povečini še danes pripravljajo doma. Način izdelave in izbire vrst rastlinja se prenaša iz roda v rod, ta tradicija je ponekod še vedno močno zakoreninjena.

V Slovenski Istri, kjer cvetnonedeljskih butaric sicer ne poznajo, se je v nekaterih vaseh še ohranila tradicija umetelnega spletanja oljčnih vejic, ki so jih nosili k blagoslovu.

## Uporaba
Blagoslovljene vejice ljudje zatikajo za razpelo, sveto podobo, ponekod pod streho za tram (varstvo pred požarom in strelo), zelenje dajejo živini, iz šibja naredijo križce, ki jih nabijejo na vrata, ali pa butarice zatikajo v njive in vrtne grede (za dober pridelek, varstvo pred točo in sušo).

## Razlike
Zaradi kulturne in geografske pestrosti slovenskega prostora ter tradicije se cvetnonedeljske butare izpričujejo v svoji raznolikosti in bogastvu. Glede na relativno majhen slovenski prostor in na dejstvo, da ponekod že leta izdelujejo največje butare na svetu, smo v Sloveniji s tem običajem resnično nekaj posebnega. 

### Cvetnonedeljske butare na kmetih
Oljčne vejice in preprosti šopki ali majhne butarice meščanov pa se težko primerjajo z butarami na kmetih, ki so bile vedno zajetne, visoke in težke, da jih je moralo ponekod do cerkve nositi tudi več fantov ali kar cela skupina. Kmetje so potrebovali velike butare zato, ker so jih po blagoslovu doma razdrli in »žegnan les« razdelili na nešteto krajev po posestvu, kjer naj bi jim varoval imetje in pridelek. Butare pa niso bile velike samo zato, ker so njihov »žegen« uporabili za blagoslov polj, temveč tudi zato, da so se z njimi postavljali ali celo tekmovali. Z njihovo velikostjo in okrasom so se postavljali pred sosedi, fantje med sabo in pred dekleti, ena vas je tekmovala z drugo ipd.